# Stick Figure
Stick Figure ist eine US-amerikanische Reggae- und Dub-Band, die 2006 gegründet wurde. Sie steht bei Ruffwood Records, dem Label des Bandgründers Scott Woodruff, unter Vertrag.

## Geschichte
Stick Figure wurde 2006 als Ein-Mann-Band von Scott Woodruff gegründet. Woodruff stammt aus Duxbury und begann bereits während der High-School eigene Aufnahmen anzufertigen. Nach und nach schlossen sich weitere Bandmitglieder an, die jedoch nur Live-Konzerte begleiten. Hinter den Studioproduktionen steht lediglich Frontman Woodruff als Komponist, Musiker und Produzent. Für das Album World on Fire erhielt er von Bandkollege Johnny Cosmic Unterstützung im Mixing und Mastering. Von 2006 bis 2019 veröffentlichte Woodruff acht Alben bei Ruffwood Records. Das 2015 veröffentlichte Album Set in Stone erreichte Platz 101 der Billboard 200. Im Januar 2020 wurde das Album World on Fire von den Lesern des Reggaeville-Magazines zum Reggae-Album des Jahres 2019 gewählt.
Charakteristisch für Stick Figure ist die ständige Präsenz von Woodruffs Hund Cocoa, einem Australian Shepherd. Dieser begleitet die Band auf allen Touren und selbst auf der Bühne. Woodruff widmet ihm auf dem Album World on Fire den Song Cocoa de Rock, der zugleich eine Coverversion von Alpha Blondys Song Cocody Rock ist.
Keyboarder Kevin Bong verfolgt neben seinen Tätigkeiten als Keyboarder eine Solokarriere.

## Diskografie

### Alben
- 2006: The Sound of My Addiction (Ruffwood Records)
- 2008: Burnin' Ocean (Ruffwood Records)
- 2009: Smoke Stack (Ruffwood Records)
- 2010: The Reprise Sessions (Ruffwood Records)
- 2012: Burial Ground (Ruffwood Records)
- 2015: Set in Stone (Ruffwood Records)
- 2016: Set in Stone: Instrumental (Ruffwood Records)
- 2019: World on Fire (Ruffwood Records)
- 2022: Wisdom (Ruffwood Records)

### Singles
- 2015: Smokin’ Love (mit Collie Buddz, US: Gold)[7]
- 2017: Above the Storm (Ruffwood Records)